# 정창화 (1940년)
정창화(鄭昌和, 1940년 7월 7일~2022년 2월 15일)는 대한민국의 정치인이다. 5선 국회의원으로, 제11·12·13·15·16대 국회의원을 지냈다.

## 학력
- 삼분국민학교 졸업
- 안계중학교 졸업
- 계성고등학교 졸업
- 연세대학교 사회과학대학 정치외교학과 학사

## 경력
- 신한국당 중앙연수원 원장
- 한나라당 사무총장
- 한나라당 정책위의장
- 한나라당 중앙연수원 원장
- ~2017.02: 새누리당 상임고문
- 2017.02~2020.02: 자유한국당 상임고문
- 2020.02~2020.09: 미래통합당 상임고문
- 2020.09~2022.02: 국민의힘 상임고문

## 역대 선거 결과
|  | 35.6% |

|  | 35.2% |

|  | 57.84% |

|  | 39.34% |

|  | 26.47% |

|  | 41.6% |

|  | 50.62% |

## 소속 정당
| 소속 정당 | 소속 정당  | 소속 기간 | 비고           |
| --------- | ---------- | --------- | -------------- |
|           | 민주공화당 | 1965~1980 | 정계 입문      |
|           | 무소속     | 1980~1981 | 정당 해산      |
|           | 민주정의당 | 1981~1990 | 창당           |
|           | 민주자유당 | 1990~1992 | 합당           |
|           | 무소속     | 1992~1994 | 탈당           |
|           | 민주자유당 | 1994~1995 | 복당           |
|           | 신한국당   | 1995~1997 | 당명 변경      |
|           | 한나라당   | 1997~2012 | 합당 정계 은퇴 |
|           | 새누리당   | 2012~2017 | 당명 변경      |
|           | 자유한국당 | 2017~2020 | 당명 변경      |
|           | 미래통합당 | 2020      | 합당           |
|           | 국민의힘   | 2020~2022 | 당명 변경 사망 |

## 같이 보기
- 대한민국 제11대 국회의원 선거 민주정의당 후보 목록#전국구
- 대한민국 제12대 국회의원 선거 민주정의당 후보 목록#전국구
- 의성군 (1988년 선거구)
- 의성군의 국회의원
- 군위군·의성군
- 군위군의 국회의원

## 가족 관계
- 배우자: 김현동
  - 아들: 정연옥
    - 며느리: 하지연

  - 딸: 정연선, 정연재
    - 사위: 김효열, 주건